# 方丹勒塞克
方丹勒塞克（法語：Fontaine-le-Sec，法語發音：[fɔ̃tɛn lə sɛk]）是法国皮卡第大区索姆省的一个市镇，属于阿布维尔区。

## 地名
“方丹”（Fontaines）意为“泉”。法语地名通名在“枫丹白露”（Fontainebleau）等少数拥有传统译名的地名中译作“枫丹”，不过在《世界地名翻译大辞典》、《世界地名译名词典》和《法国地图册》等主流地名译名类书籍资料中多译作“方丹”。

## 地理
方丹勒塞克（49°56'38"N, 1°48'31"E）面积7.44 平方千米，位于法国上法蘭西大區索姆省，该省份为法国北部沿海省份，北起加来海峡省和北部省，西接滨海塞纳省和大西洋英吉利海峡，南至瓦兹省，东临埃纳省。
与方丹勒塞克接壤的市镇（或旧市镇、城区）包括：维默地区福瑟维尔、弗雷特屈斯、维里欧蒙、瓦雷勒、欧马特尔、卡讷西耶尔、瓦斯蒙、韦尔日。
方丹勒塞克的时区为UTC+01:00、UTC+02:00（夏令时）。

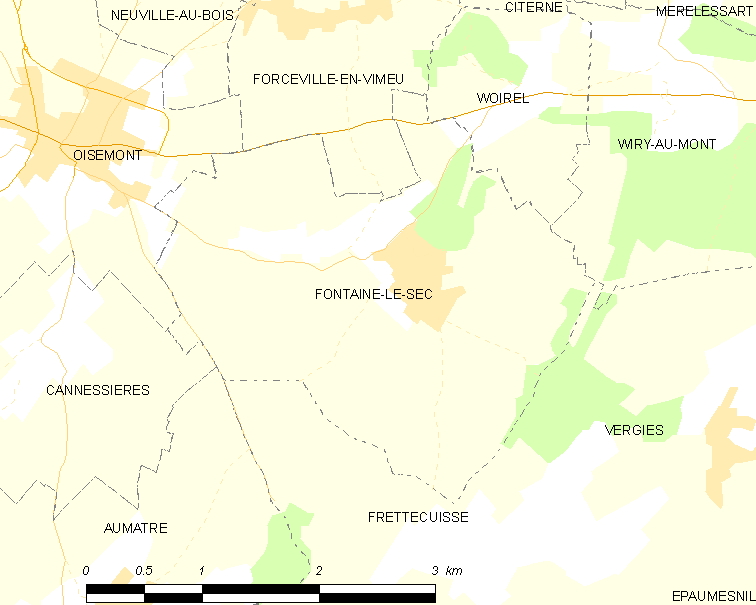
方丹勒塞克的OSM定位图

## 行政
方丹勒塞克的邮政编码为80140，INSEE市镇编码为80324。

## 政治
方丹勒塞克所属的省级选区为皮卡第地区普瓦县。

## 人口

1962-2008年间方丹勒塞克人口变化图示

方丹勒塞克于2022年1月1日时的人口数量为142人。